# Азаиндолы
Азаиндолы (пирролопиридины, диазаинданы) — ряд органических гетероциклических соединений с общей химической формулой C7H6N2. Различают 4-, 5-, 6-, 7-Азаиндолы (структуры молекул идут по порядку). Для них температуры плавления равны 127-128, 112-113, 136-137 и 106-107°C соответственно.

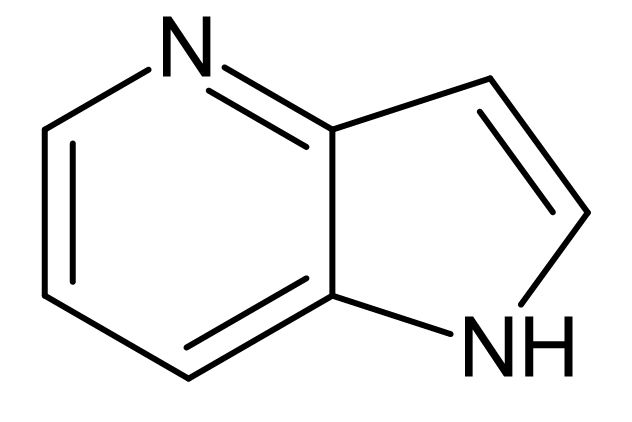
4 - Азаиндол
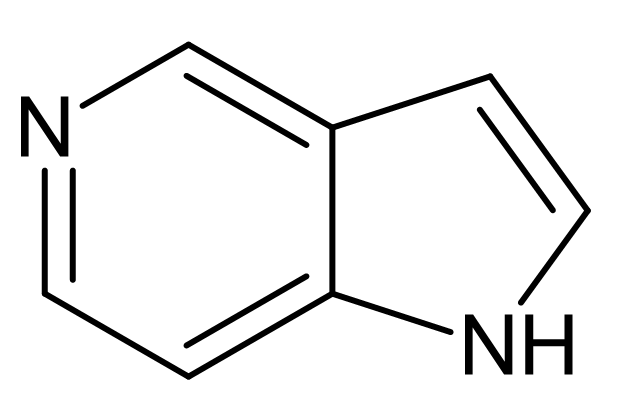
5 - Азаиндол

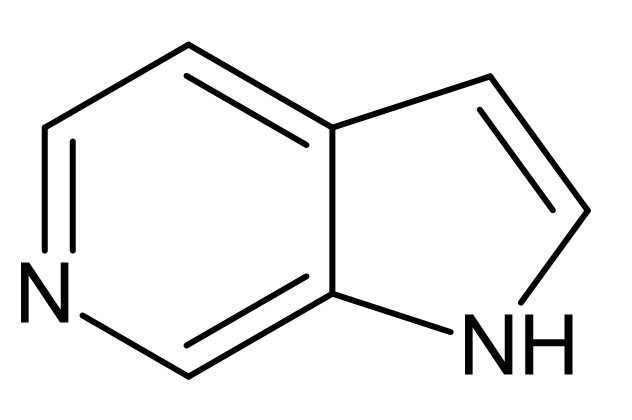
6 - Азаиндол
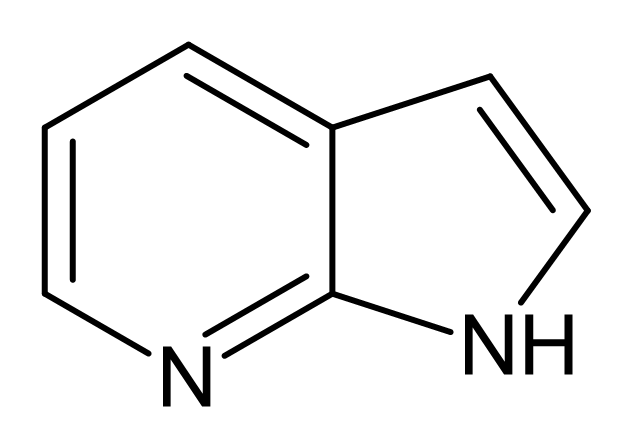
7 - Азаиндол

## Свойства
Азаиндолы - кристаллы, растворимые в органических растворителях, умеренно растворимы в воде. Устойчивы в кислых и щелочных средах, флуоресцируют. Электрофильное замещение идёт в положение 3 (реакционная способность изомеров уменьшается в ряду 5-Азаиндол > 7-Азаиндол > 4-Азаиндол = 6-Азаиндол), нуклеофильное замещение - в орто- и пара-положения к атому азота в шестичленном цикле, алкилирование и ацилирование - в положение 1.

## Синтез
- Получают азаиндолы из изомерных аминопиридинов аналогично синтезу индолов по Фишеру:

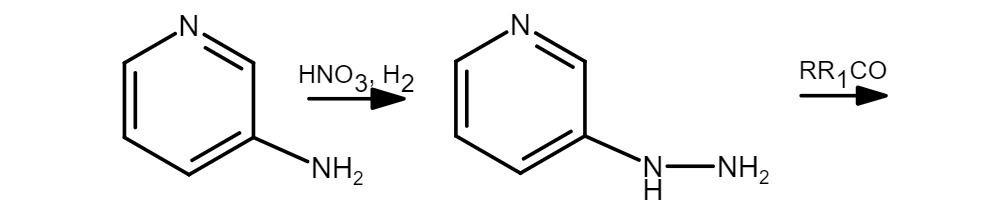
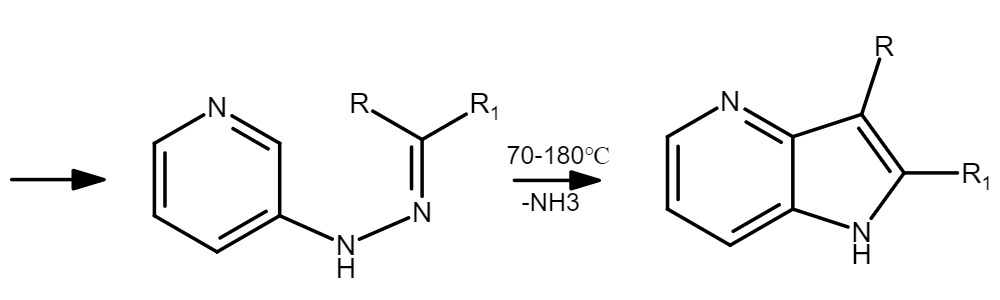

- Для синтеза 5- и 7-Азаиндолы используют также циклизацию соответственно 4- и 2-галоген-3-(β-хлорэтил)пиридинов с NH3 и аминами, например:

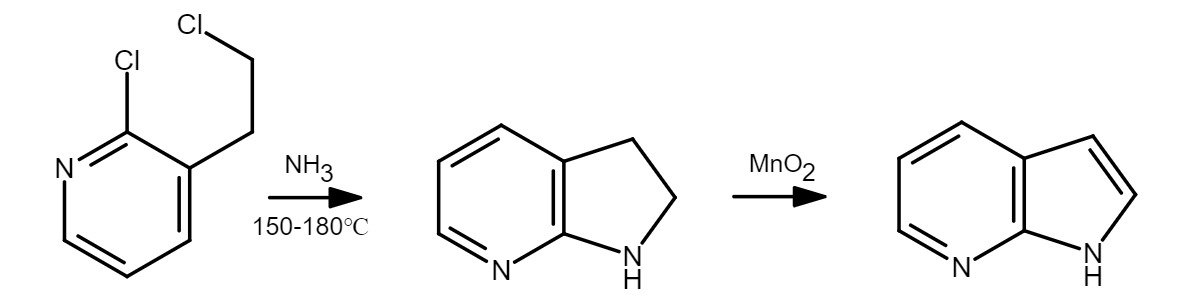

- 4- и 6-Азаиндолы получают конденсацией о-нитропиколинов с ацеталем диметилформамида:

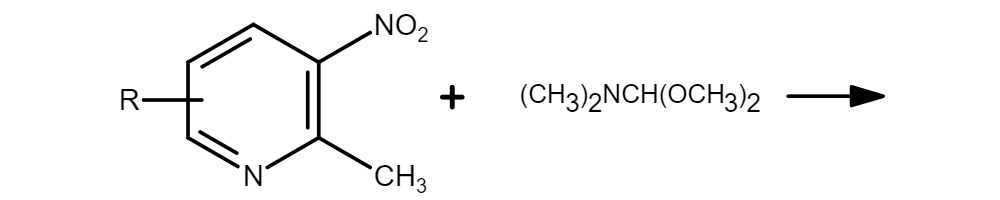
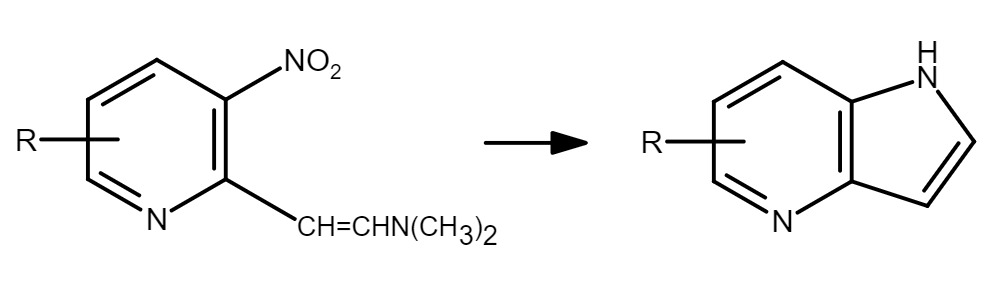

## Применение
Некоторые производные азаиндолов обладают психотропной активностью (например, 3-пиперазиноалкил-7-азаиндолы) и гипотензивным действием (например, оксим 3-ацетил-7-азаиндола.)